# 2164 Ляля
2164 Ля́ля (2164 Lyalya) — астероїд головного поясу, відкритий 11 вересня 1972 року.
Тіссеранів параметр щодо Юпітера — 3,184.

## Назва
Астероїд названий в честь Олени Костянтинівни Убийвовк.